# Marcão (cantor)
Marco Antônio Afonso, mais conhecido como Marcão (São Gonçalo, 14 de julho de 1966), é um pastor evangélico, multi-instrumentista e dentista brasileiro, fundador da banda de rock cristão Fruto Sagrado.

## Biografia
Nascido em um lar católico, viveu a infância e a adolescência frequentando e praticando a fé católica, até que, aos dezesseis anos de idade, por influência de jovens evangélicos passou a frequentar cultos do segmento de sua faixa etária. Com seu envolvimento com o protestantismo, se tornou evangélico um tempo depois. Em 1990, se formou em odontologia.
Conhecido por ter sido vocalista, baixista e fundador da banda de rock cristão Fruto Sagrado, onde trabalhou por 19 anos, lançando vários discos e passando por várias gravadoras.
Encerrou sua passagem pelo meio musical para dedicar-se ao seu ministério como pastor da Igreja Presbiteriana Betânia da Região Oceânica..

## Discografia
Álbuns de estúdio
- 1991: Fruto Sagrado
- 1993: Na Contramão do Sistema
- 1995: O Que A Gente Faz Fala Muito Mais do Que Só Falar
- 2001: O Segredo
- 2003: O Que na verdade Somos
- 2005: Distorção

Álbuns ao vivo
- 1999: Acústico 10 Anos
- 2024: A Volta dos que não Foram